# All These Things That I've Done
All These Things That I've Done è una canzone composta dai The Killers. È presente nell'album di debutto del gruppo Hot Fuss ed è stata scritta dal cantante Brandon Flowers. Il singolo è stato nominato ad un Grammy Award come miglior performance rock di un duo o un gruppo.

## Curiosità
- È molto celebre il verso della canzone I got soul, but I'm not a soldier, ripreso durante il Live 8 del 2005 anche dagli U2, dai Coldplay e da Robbie Williams come tributo ai Killers. Nel corso degli anni la frase è divenuta un vero e proprio slogan della band e dei suoi fan.
- Il brano è uno dei preferiti dai fan del gruppo e non manca mai nei concerti della band, spesso come ultima canzone prima dell'encore.
- Il giro di basso è dichiaratamente ispirato a quello del brano "Slow Burn" dall'album Heathen di David Bowie.
- Questa canzone è stata utilizzata come colonna sonora della pubblicità della Nike in occasione dei Giochi della XXIX Olimpiade.
- L'ultima parte del brano viene cantata e ballata nel film Southland Tales. È stata resa sotto forma di musical, in cui il soldato Pilot Abilene  (Justin Timberlake) immagina di cantare, in mezzo a tante ballerine.
- i The Killers si sono esibiti con questa canzone insieme a Bono Vox, Chris Martin e Gary Barlow in un concerto benefico per supportare War Child dopo la cerimonia dei BRIT Award 2009.